# Polianthes
Polianthes és un gènere amb 45 espècies de plantes de flors que pertany a la família de les Agavàcies.
És natiu de Mèxic i Texas.
L'espècie més coneguda és Polianthes tuberosa, carnosa amb fulles en roseta i una arrel tuberosa, amb fragants flors blanques. Es cultiva com a flor de tall i com a planta ornamental.

## Espècies seleccionades
- Polianthes americana
- Polianthes bicolor
- Polianthes brachystachys
- Polianthes brunnea
- Polianthes debilis
- Polianthes densiflora
- Polianthes durangensis
- Polianthes elongata
- Polianthes ensifolia
- Polianthes geminiflora
- Polianthes oaxaquensis
- Polianthes tuberosa

## Sinonímia
- Tuberosa Heist. ex Fabr. (1759).
- Pothos Adans. (1763).
- Bravoa Lex. in P.de La Llave i J.M.de Lexarza (1824).
- Coetocapnia Link & Otto (1828).
- Cotocapnia Link & Otto (1828).
- Zetocapnia Link & Otto (1828), orth. var.
- Robynsia Drapiez in A.C.Lemaire (1840).
- Pseudobravoa Rose (1899).
- × Bravanthes Cif. i Giacom. (1950).[1]